# Valerio Evangelisti
Valerio Evangelisti (ur. 20 czerwca 1952 w Bolonii, zm. 18 kwietnia 2022 tamże) – włoski pisarz fantastyczny. Znany jest głównie z cyklu powieści o inkwizytorze Nicolasie Eymerichu, z których cztery zostały wydane w Polsce. 
Evangelisti urodził się i mieszkał w Bolonii. W 1976 roku skończył studia w zakresie nauk politycznych. Do roku 1990 poświęcał się pracy akademickiej, pracował również dla włoskiego ministerstwa finansów. Jego pierwszymi pracami były eseje historyczne. W roku 1993 powieść Nicholas Eymerich, inkwizytor wygrała Nagrodę Urania, przyznawaną przez największy włoski magazyn science fiction. W kolejnych latach Urania opublikowała kolejne powieści cyklu. 
Nicolas Eymerich to postać historyczna, dominikanin i hiszpański inkwizytor. Urodził się w roku 1320 w Gironie w Katalonii, zmarł w 1399. Evangelisti przedstawia go jako człowieka okrutnego, zarozumiałego i obdarzonego niespożytą energią, bezlitośnie chroniącego Kościół katolicki przed niebezpieczeństwami pochodzącymi tak z tego świata, jak i ze świata nadprzyrodzonego. Jednocześnie wykazuje on ponadprzeciętną inteligencję i działa w sposób wysoce kulturalny. 
Powieści Evangelistiego są cenione we Francji (gdzie otrzymał kilka nagród literackich), Hiszpanii, Niemczech i Portugalii. 
Evangelisti jest również autorem cykl o Nostradamusie, rozpoczętego w roku 1999 powieścią Il presagio. 

## Cykl o Eymerichu
- Nicolas Eymerich inquisitore (1994), pol. Nicolas Eymerich, inkwizytor (2007)
- Le catene di Eymerich (1995)
- Il corpo e il sangue di Eymerich (1996)
- Il mistero dell'inquisitore Eymerich (1996)
- Cherudek (1997), pol. Cherudek (2008)
- Picatrix, la scala per l'inferno (1998)
- Il castello di Eymerich (2001), pol. Zamek Eymericha (2007)
- Mater Terribilis (2002), pol. Mater Terribilis (2007)
- La luce di Orione (2007)